# إنجيل زيورخ

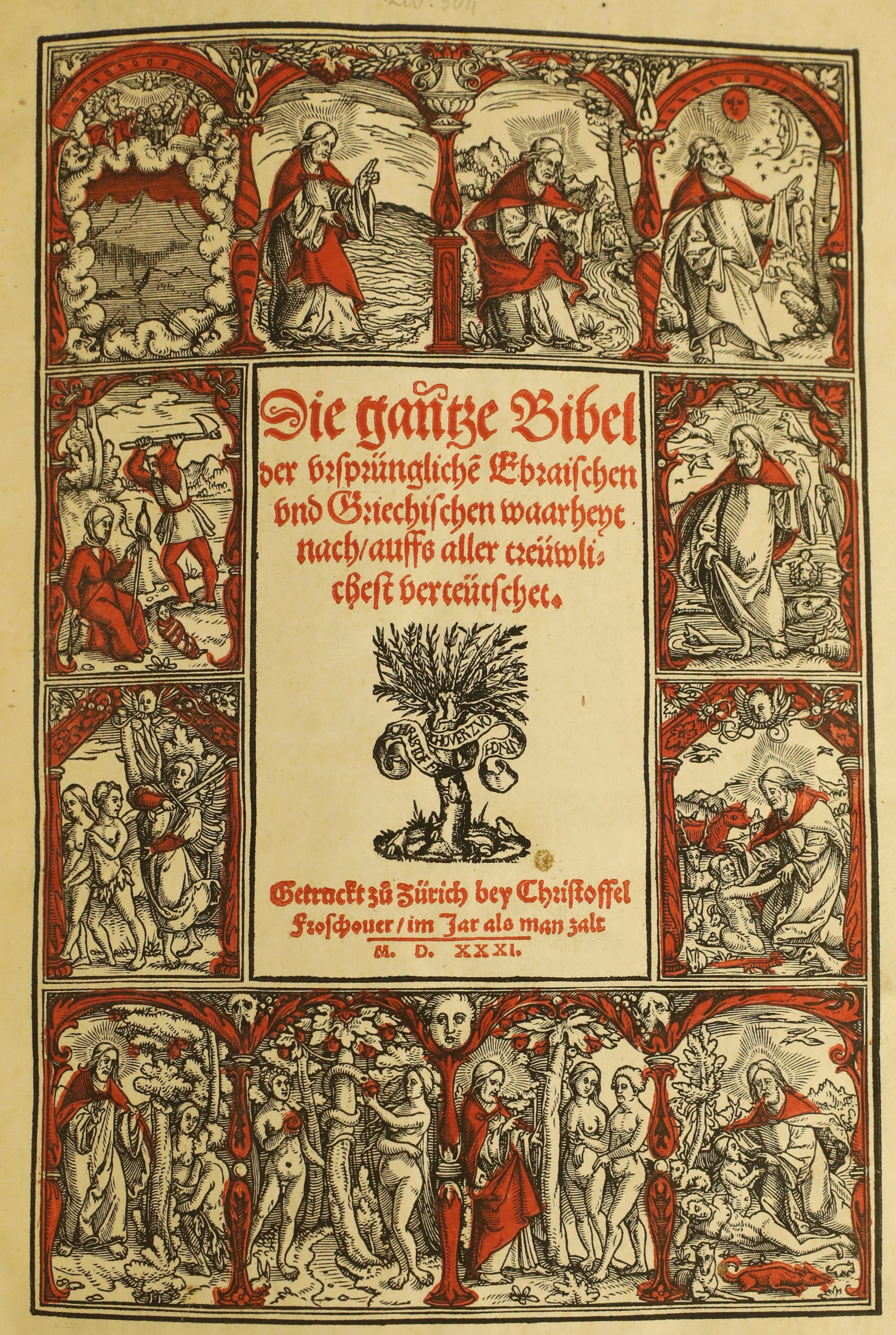
صفحة عنوان إنجيل زيورخ في عام 1531، وهي من طباعة فروشاور، وظلت تلك النسخة لفترة طويلة النسخة الأكثر أهمية من ذلك الإنجيل من حيث التصميم والنص.

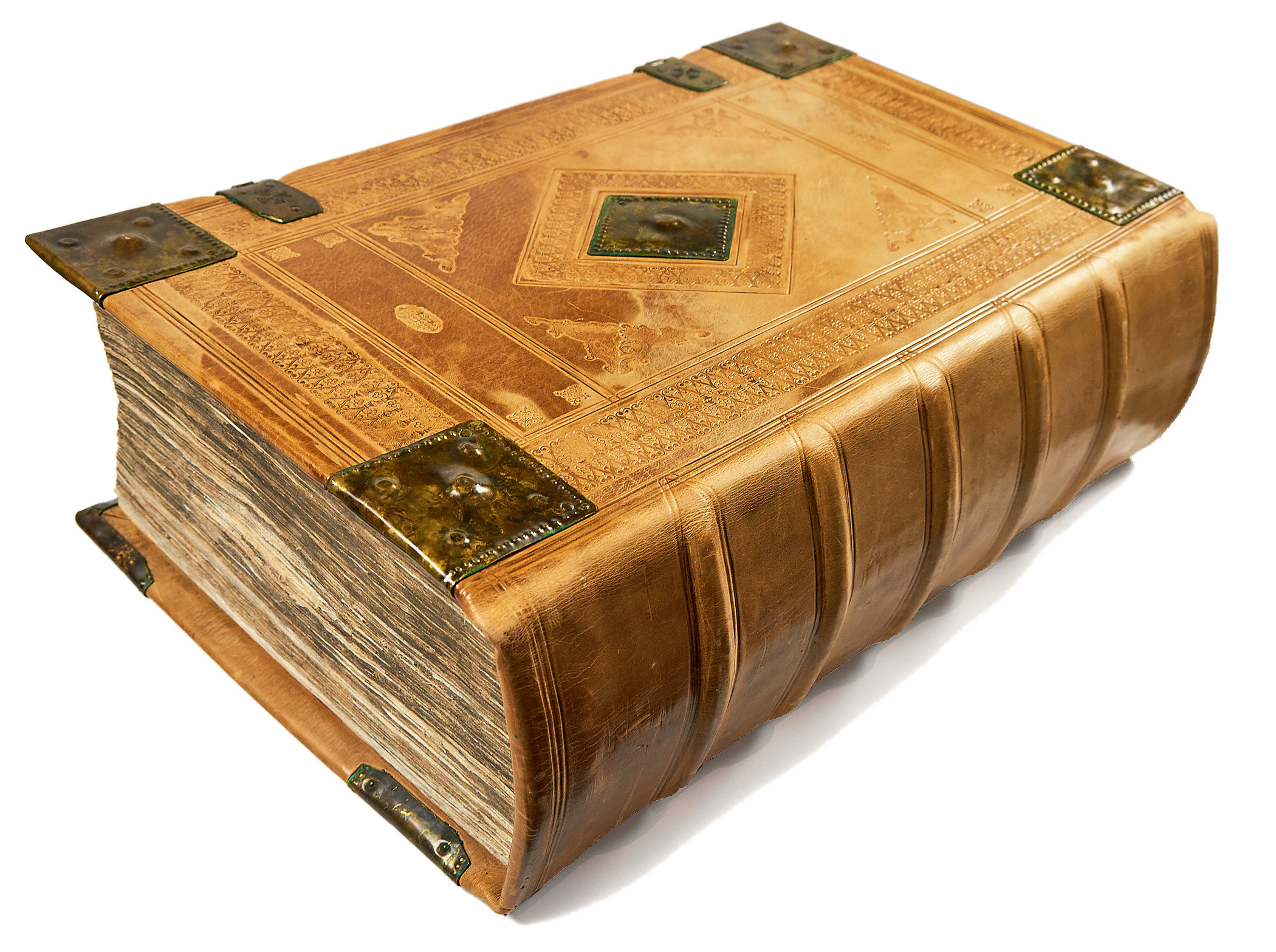
إنجيل زيورخ، من طباعة فروشاور، في عام 1580

إنجيل زيورخ (ويعرف أيضا باسم إنجيل تسفينغلي) هو ترجمة للإنجيل يعتمد على ترجمة هولدريش تسفينغلي . وصدرت العديد من الإصدرات الحديثة من تلك الترجمة، بهدف تحسين الدقة اللغوية.
ويُعتقد أنه أول كتاب مقدس يحتوي على خريطة. 